# Батини
Батини (оранг-батин-сембілан, індонез. Suku Batin, Orang Batin Sembilan) — лісовий народ в індонезійській провінції Джамбі (центральна Суматра). За прийнятою в Індонезії класифікацією народів вони зараховуються до так званих прото-малайців (індонез. Melayu Tua). Поширена думка, що батини є близькими до кубу, обидва народи пересуваються лісами в межах своїх великих територій, але вони відрізняються способом життя — мисливці-збирачі кубу набагато мобільніші за землеробів батинів.
Вважається, що батини походять від народу керінчі, що живе в гірських районах на заході Джамбі. Батинська культура, як і культура керінчі, є поєднанням елементів джамбі-малайської культури та культури мінангкабау. До етнічної спільноти батинів увійшли представники джамбі-малайців, мінангкабау, керінчі, яванців.

## Розселення і чисельність
Батини живуть на заході провінції Джамбі, в округах Бунго (індонез. Bungo), Тебо (індонез. Tebo), Мерангін (індонез. Merangin) та Саролангун (індонез. Sarolangun), що біля гір Барісан. Їхні поселення розташовані уздовж річок Тембесі (індонез. Batang Tembesi), Мерангін (індонез. Batang Merangin), Бунго (індонез. Batang Bungo), Масумай (індонез. Batang Masumai) та ін. Крім батинів, у цьому районі живуть також пенгулу та джамбі-малайці.
За переписом населення 1976 року чисельність батинів становила близько 90 тис. осіб.

## Мова
Говорять батинською мовою, яка є одним із діалектів джамбі-малайської мови. Батинський діалект виявляє сильний вплив мови мінангкабау, особливо в фонетиці. Мінангкабавським впливом обумовлена заміна малайських закінчень слів -at та -as на відповідно -ek та -eh в батинському діалекті.

## Релігія
За релігією батини — мусульмани-суніти, зазвичай в кожному їхньому селі є мечеть. Батини відомі як віддані послідовники ісламу, батьки схильні віддавати дітей до релігійних шкіл, всередині свої хати вони прикрашають арабськими написами або священними віршами з Корану. Вплив ісламу відчувається в різних формах мистецтва. Шлюб укладається відповідно до національного законодавства та ісламських традицій.
Але мусульманська релігія є відносно новим явищем у громадах батинів. У повсякденному житті все ще можна побачити залишки їхньої первісної віри. Елементи старих вірувань все ще помітні в батинських піснях та танцях, у різних церемоніях та ритуальних практиках, наприклад, у церемонії, що проводиться перед початком роботи на рисових полях, у церемонії вітання з нагоди народження дитини тощо.

## Історія
За усною традицією народу, предками батинів були керінчі, які переселилися в райони сучасного проживання народу. Свою назву батин-сембілан вони виводять від дев'яти [сембілан] братів-засновників, що розселилися вздовж дев'яти річок регіону.
В старі часи територія розселення батинів складалася з невеличких областей, кожна з яких мала власні державницькі структури. Ці області перебували в залежності від малайських держав, розташованих на східному узбережжі Суматри. Батини платили данину правителям цих держав. Зокрема вони належали до політичних структур султанату Джамбі, зберігали відданість султану й дотримувались законів цієї держави. Сплачуючи данину каучуком, барвниками, цінними породами деревини та ротангом, батини відігравали важливу роль у регіональній торгівлі.
Голландська колоніальна влада загалом визнавала місцевих правителів та права на землю місцевих народів. Зі здобуттям Індонезією незалежності ситуація змінилася. Корінні лісові народи держава сприймала як відсталих людей, які потребують модернізації. Урядова політика щодо них була спрямована на припинення традиційної екстенсивної системи землекористування та розселення корінних жителів лісу в постійних селах, де вони мали прийняти «сучасний» спосіб життя. В 1970-х роках всі ліси перейшли під контроль держави, права корінних народів на лісові території більше не визнавалися. Практично всі ліси південного Джамбі були передані різним компаніям у концесію для заготівлі деревини. Цей процес досягнув свого піку в 1980-х роках, після чого регіональна політика змінилася, на перший план вийшло створення в регіоні плантацій олійної пальми та какао. Для організації роботи плантацій було залучено багато переселенців з острова Ява. Як результат, яванці зараз становлять близько третини населення провінції Джамбі. Всі ці процеси відбувалися без консультації з корінними жителями та без їхньої згоди. Уряд не вжив жодних заходів для забезпечення прав батинів на їхні споконвічні землі та засоби до існування.
Плантації та ділянки лісозаготівлі, села трансмігрантів прорізали традиційні землі батинів (улаяти). Корінні жителі мусили переселятися. Протягом 1980-х років провінційне управління Департаменту соціальних справ намагалося переселити людей в організовані державою поселення, але оскільки при цьому їм не надавали землі, схема виявилася невдалою. Частина батинів посунулась у райони, які ще не зачепив розвиток. Інші стали засновувати поселення біля доріг, розгалужена мережа яких поступово замінювала річкові комунікації. Батини засновували невеличкі господарства з вирощування каучуку на продаж.
Коли плантації трансмігрантів поширювались на батинські улаяти, виникали земельні конфлікти. В добу авторитарного військового режиму президента Сухарто (1966—1998) було надзвичайно небезпечно протистояти уряду. Після зміни політичної ситуації в Індонезії корінні громади отримали можливість висловлювати свою думку, вони почали вимагати право на землю та компенсації за втрачені землі. Вперше батинський спротив став явним у 2000 році. Посередниками в переговорах із приватними компаніями виступали неурядові організації. Компанії не погоджувались повертати землі, а як компенсацію пропонували створення спільних підприємств за межами спірних ділянок. Проходили судові процеси. Проте корінні мешканці недосвідчені в юридичних питаннях, ними можна було маніпулювати, а можна було й надурити. Але люди сповнені рішучості боронити землі своїх предків. Вони хочуть залишатися поруч із своїми священними місцями та могилами предків. Мало місце повернення батинів до своїх улаятів, відданих у концесію, збирання на цій території фруктів, визнане незаконним. У відповідь компанії залучали підрозділи поліції для забезпечення контролю над плантаціями. Протистояння переростало в насильство з обох сторін.
Сусідство з поселенцями-трансмігрантами стало також причиною змішування населення. Багато вихідців з Яви та інших островів Індонезії осіли в батинських селах, мають місце мішані шлюби. Батини нормально ставляться до таких процесів і приймають у свої громади нових «родичів».

## Господарство
Основним заняттям батинів є землеробство. Їхні поля (умо-такінг) зазвичай розташовані далеко від сіл. Місцеві землі вважаються родючими. Батини розчищають ділянки лісу й висаджують на них суходільний рис. Коли поле втрачає родючість, його відводять під багаторічні культури (каучук, кава, кориця) або висаджують там фруктові дерева (дуку, дуріан, джекфрут, апельсини тощо), а під рис готують нову ділянку.
Додатковими заняттями є мисливство, рибальство та збиральництво. В цьому регіоні є багато річок, вони не лише є джерелом риби, а й забезпечують транспортне сполучення між селами. В кількох районах батини мають досить великі пасовища й розводять на продаж буйволів та кіз. Тримають також домашню птицю. Багато батинів працює на каучукових плантаціях.

## Суспільство
Поділяються на 12 територіальних груп (батин, суку). Кожна група має спільну легенду про своє походження й у минулому мала власну ієрархію вождів (депаті) на чолі з верховним вождем (пангеран або темангонг). Своїх темангонгів батини продовжують шанувати й досі, хоча вони й не визнаються урядом Індонезії як офіційні особи.
Землі (улаяти) вважалися спільними й перебували в колективному користуванні. Право власності сімей на певні ділянки встановлювалось шляхом ведення землеробства, й це право було спадковим. Загальний нагляд за землекористуванням належав темангонгу.
В селі (дусун) проживає кілька розширених сімей, які називаються піак. В минулому така розширена сім'я, що складалася з окремих нуклеарних сімей, жила разом у великій хаті. Кілька піаків, що походять від одного спільного предка, об'єднані в плем'я. На чолі дусуна стоїть ріо, який обирається населенням. Призначення ріо вимагає розгляду та згоди нінік-мамак, групи шанованих чоловіків, представників усіх розширених сімей, що проживають у дусуні. В минулому кілька дусунів об'єднувались у територіальну групу, на чолі якої стояв депаті, посадова особа, що призначалася султаном Джамбі. Тепер статус дусуна дорівнює статусу села в загальноіндонезійській системі адміністративного управління.
Батинське суспільство базується на дещо трансформованій матрилінійній системі. Родовід ведеться за материнською лінією, але визнаються родичі як за материнською, так і за батьківською лініями. Молодята після весілля можуть жити матрилокально (з батьками дружини), патрилокально (з батьками чоловіка) або неолокально (окремо в новій хаті). В повсякденному житті люди намагаються триматися ближче до родичів за материнською лінією. Головою сім'ї є чоловік. Власність успадковують нарівні як чоловіки, так і жінки.